# Kaufmannsbrief
Kaufmannsbriefe stellen eine Vorform der Zeitung dar, die im späten Mittelalter und in der frühen Neuzeit entstand.
In dieser Epoche bildete sich in den größeren Städten eine Schicht wohlhabender Kaufleute, die Handel über weite Distanzen trieben. Zur Einschätzung der Marktlage waren sie auf Informationen aus den Zielorten ihrer Geschäftsverbindungen angewiesen, die möglichst unverfälscht von ortskundigen Quellen kommen sollte. Um dies sicherzustellen, wählten sie den Weg schriftlicher Berichte. Da die Nachrichten auch nicht von Geschäftsinteressen beeinflusst sein sollten, schieden die unmittelbaren Handelspartner oft als Berichterstatter aus. Wo sich kein Verwandter des Kaufmanns oder ein Vertreter des eigenen Handelshauses in der fremden Stadt befand, bildeten sich bald Dienstleister heraus, die professionell Kaufmannsbriefe erstellten und sie gegen Bezahlung an feste Abnehmer verschickten.
Anfangs dürften die Kaufmannsbriefe zusammen mit den Warentransporten verschickt worden sein. Mit dem Ausbau des Postwesens wurden die Kaufmannsbriefe zunehmend eigenständig versendet, um eine größere Aktualität zu erreichen. In der frühen Neuzeit formierten sich regelrechte „Verlage“ für Kaufmannsbriefe. Sie unterhielten Korrespondenten in wichtigen Städten, von denen sie regelmäßig Berichte erhielten. Diese Berichte wurden dann zu größeren Textsammlungen gebündelt, per Hand kopiert und die Sammlungen an die Abonnenten verkauft.
Große Handelshäuser organisierten auch eigene und exklusive Korrespondentennetze. Wichtigstes Beispiel für dieses Vorgehen ist die Fuggerzeitung.
Der Schritt vom Kaufmannsbrief zur Zeitung nach heutigem Verständnis fand 1605 in Straßburg statt, als Johann Carolus die Nachrichtensammlung nicht nur per Druck vervielfältigte, sondern sie auch außerhalb der Fernhändlerschicht zum Abonnement anbot.